# Abdirizak Haji Hussein
Abdirizak Haji Hussein (somalí Cabdirisaaq Xaaji Xuseen, Galkacyo, Mudug, 1924 - Minneapolis, 31 de enero de 2014) fue un político somalí primer ministro de Somalia del 14 de junio de 1964 al 15 de julio de 1967.
Miembro de la Liga de la Juventud Somalí cuando se fundó en 1947, ejerció diferentes cargos al partido, y fue nombrado ministro del Interior en el primer gobierno somalí. Según el doctor Ibrahim Hussein Bindhe durante la campaña electoral para ratificar la unión de las dos Somalias el 20 de junio de 1961, se produjo un hecho extraño: el comandante de policía de Berbera, Bidde, junto con algunos oficiales de policía (todos del clan majeerteen) mataron a tres personas e hirieron a cuatro más. El caso dio mucho de qué hablar y el presidente Aden Abdullah Osman Daar envió un investigador (Aydid Ilkahanaf) que obtuvo el arma del crimen. Entonces el jefe de policía, por su implicación en el crimen, ordenó a Aydid parar la investigación y salir de Berbera. Aydid contactó con el comandante de la policía regional en Hargeisa que ordenó que permaneciese en su puesto, pero a los pocos días el ministro Abdirizak Haji Hussein, que era pariente de Bidde, cesó a Aydid y le ordenó volver a Mogadiscio. esta fue una prueba de corrupción pero no fue la única, y la misma fuente dice que Haji Hussein protegió a los majeerteen que formaron la mayoría de la policía y favoreció sus ascensos, mientras los miembros de otros clanes no progresaban.
Después de las elecciones del 20 de marzo de 1964 el 14 de junio de 1964 el presidente Aden Abdullah Osman Daar nombró Abdirezak Haji Hussein primer ministro. Para algunos la percepción fue que se trataba de un régimen corrupto y así el presidente (y por tanto su primer ministro) no fue reelegido el 10 de junio de 1967 en una votación (con voto secreto) en el Parlamento, que escogió presidente a Abdirashid Ali Shermarke.
En 1968 formó un nuevo partido político por participar en las elecciones de 1969, junto con el exsecretario general del Partido Somalí Independiente Constitucional Abdulkadir Muhammad Aden, que se llamaba Dabka Flame, pero no tuvo éxito. En 1969 el golpe militar comunista del general Siad Barre suprimió a los partidos políticos.
En 1979 se marchó a vivir a los Estados Unidos y no volvió a Somalia hasta 1994. Cuando se proclamó el Estado de Puntland (23 de julio de 1998) Abdellahi Yusuf Ahmed fue nombrado presidente. Hussein había sido considerado uno de los candidatos al cargo. Yusuf no tardó a prohibir los partidos. Abdirizak Haji Hussein, se tuvo que exiliar a los Estados Unidos (1999).
El Gobierno Nacional de Transición creó el 6 de mayo de 2001 la Comisión Nacional para la Reconciliación y el establecimiento de las Normas, un cuerpo de 25 miembros del que fue nombrado presidente Abdirizak Haji Hussein que no obtuvo la confianza de algunas de las facciones. Se opusieron principalmente Puntland (que era rival del presidente Abdullahi Yusuf Ahmed) y el Consejo de Reconciliación y Restauración de Somalia, y fracasó. Hussein dimitió el 25 de julio de 2001.
En 2007 vivía a los Estados Unidos y se manifestaba en contra de la ocupación etíope pero aconsejaba respetar a las fuerzas de la AMISOM que tenían que entrar legalmente en Somalia con mandato de las Naciones Unidas.